# Garikaha (Latchine)
Garikaha est un village de la région de Latchine en Azerbaïdjan.

## Histoire
En 1992-2020, Garikaha était sous le contrôle des forces armées arméniennes. Le 1er décembre 2020, le village repasse sous la souveraineté de l'Azerbaïdjan, comme l'ensemble du raion de Latchine, conformément à l'accord de cessez-le-feu du Haut-Karabakh.